# Nationaal park Ben Lomond
Het Nationaal park Ben Lomond bestaat voornamelijk uit een 1300 meter hoog plateau dat duidelijk te zien is vanuit de omgeving. Het plateau heeft een oppervlakte van ongeveer 85 vierkante kilometer en is genoemd naar de gelijknamige berg in Schotland.
In de winter is het park het voornaamste skigebied van Tasmanië; in de lente zijn de bezoekers eerder wandelaars.
Na Mount Ossa (1617 meter) is Legges Tor de tweede hoogste berg van Tasmanië. Met zijn 1572 meter is hij het hoogste punt van het park.
Ben Lomond · 
Cradle Mountain-Lake St Clair · 
Douglas-Apsley · 
Franklin-Gordon Wild Rivers · 
Freycinet · 
Hartz Mountains · 
Kent Group · 
Maria Island · 
Mole Creek Karst · 
Mount Field · 
Mount William · 
Narawntapu · 
Rocky Cape · 
Savage River · 
South Bruny · 
Southwest · 
Strzelecki · 
Tasman · 
Walls of Jerusalem
Nationale parken in: AUS · NSW · NT · QLD · SA · TAS · VIC · WA